# Ludwig Scotty
Pour les articles homonymes, voir Ludwig et Scotty.
Ludwig Derangadage Scotty, né le 20 juin 1948 à Anabar (Nauru)[réf. nécessaire], est un avocat et un homme d'État nauruan. Il est président de la République du 29 mai au 8 août 2003 et du 22 juin 2004 au 19 décembre 2007, date à laquelle il est écarté du pouvoir par une motion de censure parlementaire.

## Premier mandat
De la fin des années 1990 jusqu'en 2000, Ludwig Scotty est le porte-parole du gouvernement. Il succède à Derog Gioura au poste de président de la République de Nauru le 29 mai 2003 à la faveur d'un vote parlementaire. Le pays étant au bord de la faillite, il réussit néanmoins à payer les fonctionnaires, relancer l'économie du pays et se rapproche diplomatiquement des États-Unis. Son gouvernement est alors composé de Baron D. Waqa (ministre de l'Éducation), David Adeang (ministre des Finances), le docteur Kieren Keke (ministre de la Santé), Russel E. Kun (ministre de la Justice) et Dogabe A. Jeremiah (ministre des Travaux publics). Scotty s'attribue également la fonction de ministre des Affaires étrangères. Le 8 août 2003, il est écarté du pouvoir par un vote en sa défaveur et est remplacé par René Harris.

## Second mandat
La démission d'un membre du Parlement lui permet de revenir au pouvoir le 22 juin 2004. En septembre de la même année, Ludwig Scotty annonce au cours du Forum des îles du Pacifique qu'il va intensifier ses exportations de phosphate de l'ordre de 300 % au cours des six prochains mois. En outre, une stratégie de développement national (National Development Strategy) est décidée entre Nauru et le Forum des îles du Pacifique et en octobre 2004, la nouvelle majorité adopte un budget de redressement national. Ces mesures visent à sortir Nauru de la crise économique dans laquelle elle est plongée depuis les années 1990.
Le 1er octobre 2004, Ludwig Scotty décrète l'état d'urgence, dissout le Parlement et convoque des élections législatives anticipées pour le 23 octobre, ceci afin de mettre fin à l'instabilité politique qui sévit dans le pays. Ces élections anticipées lui permettent de remporter 16 des 18 sièges du Parlement. Ludwig Scotty déclare alors sa volonté de rompre avec l'ancienne politique économique en abandonnant les activités financières illégales et de reprendre les exportations de phosphate qui avaient cessé depuis plusieurs mois avec notamment une livraison de 10 000 tonnes à la Corée du Sud.
À partir du 23 octobre 2004, Ludwig Scotty cumule les fonctions de président de la République, ministre de l'Intérieur, ministre de la Fonction publique et président de la Nauru Agency Corporation, de la banque de Nauru, de la compagnie aérienne Our Airline (anciennement Air Nauru), de la holding Eigigu Corporation, de l'Office des phosphates et de la Compagnie d'assurances de Nauru.
Courant 2004, la société GE Capital Corporation commence à saisir des biens nauruans hypothéqués en remboursement d'arriérés s'élevant à 236 millions de dollars australiens. Le gratte-ciel Nauru House qui se trouve à Melbourne est alors occupé par les créanciers qui somment le gouvernement nauruan d'évacuer les lieux dans le mois. Le bâtiment est finalement vendu en novembre 2004 pour 140 millions de dollars ainsi que d'autres hôtels à Melbourne et Sydney.
En mai 2004, un rapport australien préconise que Nauru abandonne sa souveraineté en faveur de l'Australie, de la Nouvelle-Zélande ou des îles Fidji et qu'il effectue une importante restructuration de son économie afin de mettre fin à la crise économique qui sévit. Cependant, en septembre 2004, des études mettent en évidence l'existence de ressources résiduelles de phosphate alors que l'on croyait les gisements quasiment épuisés après l'extraction de 100 millions de tonnes de phosphate pendant un siècle.
Le rapprochement de Nauru vis-à-vis de la République populaire de Chine au détriment de Taïwan effectué depuis juillet 2002 n'ayant pas porté financièrement ses fruits, Ludwig Scotty décide de renouer avec Taïwan en mai 2005. Le 15 juin 2005, Nauru adhère à la Commission baleinière internationale sur fond de polémique de marchandage des voix. En effet, Nauru est soupçonnée toucher de l'argent du Japon, important pays pêcheur de baleines, en échange de sa voix qui permet la reprise de la pêche à la baleine le 20 juin. L'Australie menace à cette occasion de rompre ses relations diplomatiques avec Nauru.
Ludwig Scotty ne peut malheureusement pas empêcher la Banque d'Import-Export des États-Unis de procéder en décembre 2005 à la saisie du dernier avion de la compagnie aérienne nationale Air Nauru qui est rebaptisée Our Airline. Le pays se retrouve alors coupé du monde car seuls les avions de cette compagnie assuraient des liaisons aériennes avec des pays voisins. Le ministre nauruan des Transports essaye en vain de négocier la récupération de l'appareil. Des discussions sont en cours avec les îles Kiribati pour que ce pays ajoute Nauru à la liste de ses destinations.

## Troisième mandat
En août 2007, les élections parlementaires se traduisent par une large victoire des partisans de Scotty qui obtiennent 15 des 18 sièges du Parlement contre 11 auparavant. Certains opposants déclarent alors que Scotty a gagné les élections grâce à un système de pots de vin mis en place par Taïwan. Ludwig Scotty est ensuite reconduit dans sa fonction par les nouveaux élus.
En novembre 2007, ses adversaires, Kieren Keke à leur tête, cherchent à le renverser à travers une motion de censure au Parlement. Ils accusent le ministre des finances David Adeang d'être impliqué dans des affaires financières douteuses et reprochent à Scotty de n'avoir rien fait à ce sujet. La tentative échoue : seuls huit députés (contre sept) approuvent la motion alors qu'il en aurait fallu neuf pour destituer Scotty.
Le 19 décembre 2007, une seconde motion de censure est cette fois couronnée de succès par dix voix contre sept et Marcus Stephen remplace Ludwig Scotty à la fonction de président de Nauru.

## Président du Parlement
Devenu député de l'opposition, Scotty accepte en novembre 2010 la fonction de Président du Parlement (Speaker). Il démissionne de cette fonction le 18 avril 2013, dans le cadre de tensions entre les différentes factions au Parlement. Il retrouve la présidence de l'assemblée à la suite des élections législatives du mois de juin, et conserve ce poste durant l'intégralité de la législature 2013-2016. Il perd ensuite son siège de député lors des élections législatives de juillet 2016. Il le retrouve à l'occasion d'une élection partielle en mai 2019, avec seulement deux voix d'avance sur son concurrent le plus proche, puis le perd à nouveau lors des élections législatives trois mois plus tard. Il échoue à retrouver un siège de député aux élections de 2022.

### Source
- (en) World Statesmen